# Baru (Hunedoara)
Baru es una comuna ubicada en el distrito de Hunedoara, Rumania.

## Superficie
Cuenta con una superficie de 145,7 kilómetros cuadrados.

## Demografía
Hasta 2021 la población era de 2425 habitantes, con una densidad de población de 16,64 habitantes por kilómetro cuadrado.